# Cypress Hill/Diskografie
Diese Diskografie ist eine Übersicht über die musikalischen Werke der US-amerikanischen Rap-Gruppe Cypress Hill. Den Quellenangaben und Schallplattenauszeichnungen zufolge hat sie bisher mehr als 18,4 Millionen Tonträger verkauft, davon alleine in ihrer Heimat über 15,1 Millionen. Ihre erfolgreichste Veröffentlichung ist das zweite Studioalbum Black Sunday, das die Spitze der US-amerikanischen Charts erreichte und für mehr als 4,7 Millionen verkaufte Exemplare ausgezeichnet wurde.

## Alben

### Studioalben
| Jahr | Titel Musiklabel                              | Höchstplatzierung, Gesamtwochen, AuszeichnungChartplatzierungen (Jahr, Titel, Musiklabel, Platzierungen, Wochen, Auszeichnungen, Anmerkungen) | Höchstplatzierung, Gesamtwochen, AuszeichnungChartplatzierungen (Jahr, Titel, Musiklabel, Platzierungen, Wochen, Auszeichnungen, Anmerkungen) | Höchstplatzierung, Gesamtwochen, AuszeichnungChartplatzierungen (Jahr, Titel, Musiklabel, Platzierungen, Wochen, Auszeichnungen, Anmerkungen) | Höchstplatzierung, Gesamtwochen, AuszeichnungChartplatzierungen (Jahr, Titel, Musiklabel, Platzierungen, Wochen, Auszeichnungen, Anmerkungen) | Höchstplatzierung, Gesamtwochen, AuszeichnungChartplatzierungen (Jahr, Titel, Musiklabel, Platzierungen, Wochen, Auszeichnungen, Anmerkungen) | Anmerkungen                                                  |
| Jahr | Titel Musiklabel                              | DE | AT | CH | UK | US | Anmerkungen                                                  |
| ---- | --------------------------------------------- | --- | --- | --- | --- | --- | ------------------------------------------------------------ |
| 1991 | Cypress Hill Ruffhouse Records (Sony)         | — | — | — | UK81 a Gold · (2 Wo.)UK | US31 b ×2Doppelplatin · (89 Wo.)US | Erstveröffentlichung: 13. August 1991 Verkäufe: + 2.100.000  |
| 1993 | Black Sunday Ruffhouse Records (Sony)         | DE36 (27 Wo.)DE | — | CH38 Gold · (6 Wo.)CH | UK13 Platin · (57 Wo.)UK | US1 ×4Vierfachplatin · (56 Wo.)US | Erstveröffentlichung: 19. Juli 1993 Verkäufe: + 4.705.000    |
| 1995 | III: Temples of Boom Ruffhouse Records (Sony) | DE19 (9 Wo.)DE | AT23 (14 Wo.)AT | CH12 (12 Wo.)CH | UK11 Gold · (11 Wo.)UK | US3 Platin · (34 Wo.)US | Erstveröffentlichung: 31. Oktober 1995 Verkäufe: + 1.165.000 |
| 1998 | IV Ruffhouse Records (Sony)                   | DE17 (25 Wo.)DE | AT21 (18 Wo.)AT | CH14 (7 Wo.)CH | UK25 Gold · (4 Wo.)UK | US11 Gold · (16 Wo.)US | Erstveröffentlichung: 6. Oktober 1998 Verkäufe: + 707.500    |
| 2000 | Skull & Bones Columbia Records (Sony)         | DE4 (11 Wo.)DE | AT5 (11 Wo.)AT | CH7 (16 Wo.)CH | UK6 Gold · (6 Wo.)UK | US5 Platin · (26 Wo.)US | Erstveröffentlichung: 25. April 2000 Verkäufe: + 715.000     |
| 2001 | Stoned Raiders Columbia Records (Sony)        | DE26 (15 Wo.)DE | AT24 (15 Wo.)AT | CH19 (12 Wo.)CH | UK71 Silber · (2 Wo.)UK | US64 (8 Wo.)US | Erstveröffentlichung: 3. Dezember 2001 Verkäufe: + 310.000   |
| 2004 | Till Death Do Us Part Columbia Records (Sony) | DE11 (11 Wo.)DE | AT10 (11 Wo.)AT | CH11 (11 Wo.)CH | UK53 (2 Wo.)UK | US21 (9 Wo.)US | Erstveröffentlichung: 22. März 2004 Verkäufe: + 217.500      |
| 2010 | Rise Up Priority Records (EMI)                | DE31 (4 Wo.)DE | AT14 (8 Wo.)AT | CH3 (16 Wo.)CH | UK78 (1 Wo.)UK | US19 (4 Wo.)US | Erstveröffentlichung: 16. April 2010                         |
| 2018 | Elephants on Acid BMG (BMG)                   | DE27 (3 Wo.)DE | AT16 (3 Wo.)AT | CH9 (5 Wo.)CH | UK64 (1 Wo.)UK | US120 (1 Wo.)US | Erstveröffentlichung: 28. September 2018                     |
| 2022 | Back in Black BMG (BMG)                       | DE17 (1 Wo.)DE | AT56 (1 Wo.)AT | CH12 (2 Wo.)CH | — | — | Erstveröffentlichung: 18. März 2022                          |

### Livealben
| Jahr | Titel Musiklabel                                                   | Höchstplatzierung, Gesamtwochen, AuszeichnungChartplatzierungen (Jahr, Titel, Musiklabel, Platzierungen, Wochen, Auszeichnungen, Anmerkungen) | Höchstplatzierung, Gesamtwochen, AuszeichnungChartplatzierungen (Jahr, Titel, Musiklabel, Platzierungen, Wochen, Auszeichnungen, Anmerkungen) | Höchstplatzierung, Gesamtwochen, AuszeichnungChartplatzierungen (Jahr, Titel, Musiklabel, Platzierungen, Wochen, Auszeichnungen, Anmerkungen) | Höchstplatzierung, Gesamtwochen, AuszeichnungChartplatzierungen (Jahr, Titel, Musiklabel, Platzierungen, Wochen, Auszeichnungen, Anmerkungen) | Höchstplatzierung, Gesamtwochen, AuszeichnungChartplatzierungen (Jahr, Titel, Musiklabel, Platzierungen, Wochen, Auszeichnungen, Anmerkungen) | Anmerkungen                                                         |
| Jahr | Titel Musiklabel                                                   | DE | AT | CH | UK | US | Anmerkungen                                                         |
| ---- | ------------------------------------------------------------------ | --- | --- | --- | --- | --- | ------------------------------------------------------------------- |
| 2000 | Live at the Fillmore Columbia Records (Sony)                       | — | AT47 (5 Wo.)AT | CH82 (2 Wo.)CH | — | US119 (6 Wo.)US | Erstveröffentlichung: 4. Dezember 2000                              |
| 2025 | Black Sunday – Live at the Royal Albert Hall Mercury Records (UMG) | DE40 (1 Wo.)DE | — | — | — | — | Erstveröffentlichung: 6. Juni 2025 feat. London Symphonic Orchestra |

### Kompilationen
| Jahr | Titel Musiklabel                                       | Höchstplatzierung, Gesamtwochen, AuszeichnungChartplatzierungen (Jahr, Titel, Musiklabel, Platzierungen, Wochen, Auszeichnungen, Anmerkungen) | Höchstplatzierung, Gesamtwochen, AuszeichnungChartplatzierungen (Jahr, Titel, Musiklabel, Platzierungen, Wochen, Auszeichnungen, Anmerkungen) | Höchstplatzierung, Gesamtwochen, AuszeichnungChartplatzierungen (Jahr, Titel, Musiklabel, Platzierungen, Wochen, Auszeichnungen, Anmerkungen) | Höchstplatzierung, Gesamtwochen, AuszeichnungChartplatzierungen (Jahr, Titel, Musiklabel, Platzierungen, Wochen, Auszeichnungen, Anmerkungen) | Höchstplatzierung, Gesamtwochen, AuszeichnungChartplatzierungen (Jahr, Titel, Musiklabel, Platzierungen, Wochen, Auszeichnungen, Anmerkungen) | Anmerkungen                                                                               |
| Jahr | Titel Musiklabel                                       | DE | AT | CH | UK | US | Anmerkungen                                                                               |
| ---- | ------------------------------------------------------ | --- | --- | --- | --- | --- | ----------------------------------------------------------------------------------------- |
| 1999 | Los Grandes Éxitos en Español Ruffhouse Records (Sony) | DE50 (4 Wo.)DE | AT27 (5 Wo.)AT | CH38 (3 Wo.)CH | — | US— PlatinUS | Erstveröffentlichung: 18. Oktober 1999 Verkäufe: + 60.000; spanischsprachige Neuaufnahmen |
| 2005 | Greatest Hits from the Bong Columbia Records (Sony)    | — | AT40 (4 Wo.)AT | CH61 (3 Wo.)CH | — | — | Erstveröffentlichung: 13. Dezember 2005                                                   |
| 2010 | Strictly Hip Hop: The Best of Camden Deluxe (Sony)     | — | — | — | — | — | Erstveröffentlichung: 2010                                                                |
| 2014 | The Essential Cypress Hill Legacy Records (Sony)       | — | — | — | UK— SilberUK | — | Erstveröffentlichung: 14. Oktober 2014 Teil der Reihe The Essential                       |

### EPs
| Jahr | Titel Musiklabel                                      | Höchstplatzierung, Gesamtwochen, AuszeichnungChartplatzierungen (Jahr, Titel, Musiklabel, Platzierungen, Wochen, Auszeichnungen, Anmerkungen) | Höchstplatzierung, Gesamtwochen, AuszeichnungChartplatzierungen (Jahr, Titel, Musiklabel, Platzierungen, Wochen, Auszeichnungen, Anmerkungen) | Höchstplatzierung, Gesamtwochen, AuszeichnungChartplatzierungen (Jahr, Titel, Musiklabel, Platzierungen, Wochen, Auszeichnungen, Anmerkungen) | Höchstplatzierung, Gesamtwochen, AuszeichnungChartplatzierungen (Jahr, Titel, Musiklabel, Platzierungen, Wochen, Auszeichnungen, Anmerkungen) | Höchstplatzierung, Gesamtwochen, AuszeichnungChartplatzierungen (Jahr, Titel, Musiklabel, Platzierungen, Wochen, Auszeichnungen, Anmerkungen) | Anmerkungen                                               |
| Jahr | Titel Musiklabel                                      | DE | AT | CH | UK | US | Anmerkungen                                               |
| ---- | ----------------------------------------------------- | --- | --- | --- | --- | --- | --------------------------------------------------------- |
| 1996 | Unreleased & Revamped Ruffhouse Records (Sony)        | DE60 (6 Wo.)DE | — | CH28 (7 Wo.)CH | UK29 Silber · (4 Wo.)UK | US21 Gold · (12 Wo.)US | Erstveröffentlichung: 12. August 1996 Verkäufe: + 567.500 |
| 2002 | Stash Columbia Records (Sony)                         | — | — | — | — | — | Erstveröffentlichung: 2002 Remix-EP                       |
| 2012 | Cypress X Rusko Cooperative Music (Ingrooves Fontana) | — | — | — | — | — | Erstveröffentlichung: 14. August 2012 mit Rusko           |

## Singles
| Jahr | Titel Album                                                     | Höchstplatzierung, Gesamtwochen, AuszeichnungChartplatzierungen (Jahr, Titel, Album, Platzierungen, Wochen, Auszeichnungen, Anmerkungen) | Höchstplatzierung, Gesamtwochen, AuszeichnungChartplatzierungen (Jahr, Titel, Album, Platzierungen, Wochen, Auszeichnungen, Anmerkungen) | Höchstplatzierung, Gesamtwochen, AuszeichnungChartplatzierungen (Jahr, Titel, Album, Platzierungen, Wochen, Auszeichnungen, Anmerkungen) | Höchstplatzierung, Gesamtwochen, AuszeichnungChartplatzierungen (Jahr, Titel, Album, Platzierungen, Wochen, Auszeichnungen, Anmerkungen) | Höchstplatzierung, Gesamtwochen, AuszeichnungChartplatzierungen (Jahr, Titel, Album, Platzierungen, Wochen, Auszeichnungen, Anmerkungen) | Anmerkungen                                                     |
| Jahr | Titel Album                                                     | DE | AT | CH | UK | US | Anmerkungen                                                     |
| ---- | --------------------------------------------------------------- | --- | --- | --- | --- | --- | --------------------------------------------------------------- |
| 1991 | The Phuncky Feel One / How I Could Just Kill a Man Cypress Hill | — | — | — | — | US— GoldUS | Erstveröffentlichung: 11. Juli 1991 Verkäufe: + 500.000         |
| 1991 | Hand on the Pump / Real Estate Cypress Hill                     | — | — | — | — | — | Erstveröffentlichung: 1991                                      |
| 1992 | Latin Lingo Cypress Hill                                        | — | — | — | — | — | Erstveröffentlichung: 1992                                      |
| 1993 | Insane in the Brain Black Sunday                                | DE93 (3 Wo.)DE | — | — | UK21 Platin · (9 Wo.)UK | US19 ×3Dreifachplatin · (20 Wo.)US | Erstveröffentlichung: 22. Juni 1993 Verkäufe: + 3.600.000       |
| 1993 | When the Shit Goes Down Black Sunday                            | — | — | — | UK19 (4 Wo.)UK | — | Erstveröffentlichung: 1993                                      |
| 1993 | I Ain’t Goin’ Out Like That Black Sunday                        | — | — | — | UK15 (7 Wo.)UK | US65 (7 Wo.)US | Erstveröffentlichung: 1993 Verkäufe: + 5.000                    |
| 1994 | Lick a Shot Black Sunday                                        | — | — | — | UK20 (4 Wo.)UK | — | Erstveröffentlichung: 1994                                      |
| 1995 | Throw Your Set in the Air III: Temples of Boom                  | DE83 (1 Wo.)DE | — | — | UK15 (3 Wo.)UK | US45 (18 Wo.)US | Erstveröffentlichung: 25. September 1995                        |
| 1996 | Illusions III: Temples of Boom                                  | — | — | — | UK23 (2 Wo.)UK | — | Erstveröffentlichung: 20. Februar 1996                          |
| 1996 | Boom Biddy Bye Bye III: Temples of Boom                         | — | — | — | — | US87 (3 Wo.)US | Erstveröffentlichung: 21. Mai 1996                              |
| 1998 | Dr. Greenthumb IV                                               | DE47 (9 Wo.)DE | — | — | UK34 (2 Wo.)UK | US70 (11 Wo.)US | Erstveröffentlichung: 1998                                      |
| 1998 | Tequila Sunrise IV                                              | — | — | CH48 (1 Wo.)CH | UK23 (2 Wo.)UK | — | Erstveröffentlichung: 14. September 1998 feat. Barron Ricks     |
| 1999 | Insane in the Brain (Remix) –                                   | DE27 (7 Wo.)DE | — | CH28 (5 Wo.)CH | UK19 (3 Wo.)UK | — | Erstveröffentlichung: 26. Mai 1999 vs. Jason Nevins             |
| 1999 | No Entiendes la Onda Los Grandes Éxitos en Español              | — | — | — | — | — | Erstveröffentlichung: 15. Dezember 1999                         |
| 2000 | (Rap) Superstar / (Rock) Superstar Skull & Bones                | DE22 (12 Wo.)DE | — | CH21 (12 Wo.)CH | UK13 (6 Wo.)UK | US— PlatinUS | Erstveröffentlichung: 28. März 2000 Verkäufe: + 1.000.000       |
| 2000 | Can’t Get the Best of Me Skull & Bones                          | DE99 (2 Wo.)DE | — | — | UK35 (2 Wo.)UK | — | Erstveröffentlichung: 18. August 2000                           |
| 2000 | Highlife Skull & Bones                                          | — | — | — | — | — | Erstveröffentlichung: 2000                                      |
| 2001 | Trouble / Lowrider Stoned Raiders                               | DE39 (15 Wo.)DE | AT59 (7 Wo.)AT | CH70 (5 Wo.)CH | UK33 (3 Wo.)UK | — | Erstveröffentlichung: 26. November 2001                         |
| 2002 | Child of the Wild West Blade II (Soundtrack)                    | — | — | CH75 (4 Wo.)CH | — | — | Erstveröffentlichung: 7. April 2002 feat. Roni Size             |
| 2004 | What’s Your Number? Till Death Do Us Part                       | DE41 (9 Wo.)DE | — | CH42 (8 Wo.)CH | UK44 (2 Wo.)UK | — | Erstveröffentlichung: 19. März 2004 feat. Tim Armstrong         |
| 2009 | Get ’Em Up Rise Up                                              | — | — | — | — | — | Erstveröffentlichung: 19. August 2009                           |
| 2010 | It Ain’t Nothin’ Rise Up                                        | — | — | — | — | — | Erstveröffentlichung: 12. Februar 2010 feat. Young De           |
| 2010 | Rise Up                                                         | — | — | — | — | — | Erstveröffentlichung: 12. März 2010 feat. Tom Morello           |
| 2010 | Armada Latina Rise Up                                           | — | — | — | — | — | Erstveröffentlichung: 2. März 2010 feat. Pitbull & Marc Anthony |
| 2012 | Roll It, Light It Cypress X Rusko                               | — | — | — | — | — | Erstveröffentlichung: 24. Januar 2012 feat. Rusko               |
| 2012 | Can’t Keep Me Down Cypress X Rusko                              | — | — | — | — | — | Erstveröffentlichung: 22. Mai 2012 feat. Rusko & Damian Marley  |
| 2018 | Band of Gypsies Elephants on Acid                               | — | — | — | — | — | Erstveröffentlichung: 3. August 2018 feat. Sadat und Alaa Fifty |
| 2018 | Muggs Is Dead Elephants on Acid                                 | — | — | — | — | — | Erstveröffentlichung: 24. August 2018                           |
| 2018 | Crazy Elephants on Acid                                         | — | — | — | — | — | Erstveröffentlichung: 14. September 2018 feat. Brevi            |
| 2018 | Locos Elephants on Acid                                         | — | — | — | — | — | Erstveröffentlichung: 24. September 2018 feat. Sick Jacken      |
| 2021 | Champion Sound Back in Black                                    | — | — | — | — | — | Erstveröffentlichung: 16. März 2021                             |
| 2021 | Open Ya Mind Back in Black                                      | — | — | — | — | — | Erstveröffentlichung: 29. Oktober 2021                          |
| 2022 | Bye Bye Back in Black                                           | — | — | — | — | — | Erstveröffentlichung: 21. Januar 2022 feat. Dizzy Wright        |

## Videoalben und Musikvideos

### Videoalben
| Jahr | Titel Musiklabel                                    | Höchstplatzierung, Gesamtwochen, AuszeichnungChartplatzierungen (Jahr, Titel, Musiklabel, Platzierungen, Wochen, Auszeichnungen, Anmerkungen) | Höchstplatzierung, Gesamtwochen, AuszeichnungChartplatzierungen (Jahr, Titel, Musiklabel, Platzierungen, Wochen, Auszeichnungen, Anmerkungen) | Höchstplatzierung, Gesamtwochen, AuszeichnungChartplatzierungen (Jahr, Titel, Musiklabel, Platzierungen, Wochen, Auszeichnungen, Anmerkungen) | Höchstplatzierung, Gesamtwochen, AuszeichnungChartplatzierungen (Jahr, Titel, Musiklabel, Platzierungen, Wochen, Auszeichnungen, Anmerkungen) | Höchstplatzierung, Gesamtwochen, AuszeichnungChartplatzierungen (Jahr, Titel, Musiklabel, Platzierungen, Wochen, Auszeichnungen, Anmerkungen) | Anmerkungen                |
| Jahr | Titel Musiklabel                                    | DE | AT | CH | UK | US | Anmerkungen                |
| ---- | --------------------------------------------------- | --- | --- | --- | --- | --- | -------------------------- |
| 2000 | Still Smoking Columbia Music Video (Sony)           | — | — | — | UK6 (13 Wo.)UK | — | Erstveröffentlichung: 2000 |
| 2004 | The Ultimate Collection Columbia Music Video (Sony) | — | — | — | UK48 (1 Wo.)UK | — | Erstveröffentlichung: 2004 |

### Musikvideos
Als Leadmusiker
| Jahr | Titel                         | Regie             |
| ---- | ----------------------------- | ----------------- |
| 1991 | The Phunky Feel One           |                   |
| 1992 | How I Could Just Kill a Man   | David Perez Shadi |
| 1992 | Stoned Is the Way of the Walk | Jake Scott        |
| 1992 | Real Estate                   | Jake Scott        |
| 1992 | Latin Lingo                   |                   |
| 1993 | Insane in the Brain           | Josh Taft         |
| 1993 | When the Ship Goes Down       | F. Gary Gray      |
| 1993 | Ain’t Goin’ Out Like That     | F. Gary Gray      |
| 1995 | Throw Your Hands in the Air   | McG               |
| 1996 | Live                          | Daniel Zirilli    |
| 1996 | Illusions                     | McG               |
| 1996 | Boom Biddy Bye Bye            | Dante Ariola      |
| 1998 | Tequila Sunrise               | Kevin Kerslake    |
| 1999 | Dr. Greenthumb                | Estevan Oriol     |
| 1999 | Insane in the Brain           | Patrick Kiely     |
| 2000 | (Rap) Superstar               | Dean Karr         |
| 2000 | (Rock) Superstar              | Dean Karr         |
| 2000 | Can’t Get the Best of Me      | Chris Hafner      |
| 2001 | Lowrider                      | Smith n’ Borin    |
| 2001 | Trouble                       | Chris Robinson    |
| 2002 | Child of the Wild West        |                   |
| 2004 | What’s Your Number?           | Dean Karr         |
| 2010 | It Ain’t Nothin’              | Matt Alonzo       |
| 2010 | Rise Up                       |                   |
| 2010 | Armada Latina                 | Matt Alonzo       |
| 2012 | Roll It, Light It             | Jodeb             |
| 2017 | Reefer Man                    | Anthony Hayward   |
| 2018 | Band of Gypsies               | DJ Muggs          |
| 2018 | Muggs Is Dead                 | Felix Colgrave    |
| 2018 | Crazy                         | Jeremy Danger     |
| 2018 | Blood on My Hands Again       | DJ Muggs          |
| 2018 | Locos                         | Jason Goldwatch   |
| 2021 | Champion Sound                |                   |
| 2022 | Certified                     | Tillavision       |

Als Gastmusiker
| Jahr | Titel         | Interpret         | Regie           |
| ---- | ------------- | ----------------- | --------------- |
| 2000 | On the Double | Grooverider       | Shynola         |
| 2005 | Put It Down   | Kottonmouth Kings | Dale Resteghini |

## Promoveröffentlichungen

### EPs
| Jahr | Titel Musiklabel                                   | Anmerkungen                |
| ---- | -------------------------------------------------- | -------------------------- |
| 1992 | Something for the Blunted Ruffhouse Records (Sony) | Erstveröffentlichung: 1992 |
| 2004 | Smoke ’Em If You Got ’Em Columbia Records (Sony)   | Erstveröffentlichung: 2004 |

### Promo-Singles
| Jahr | Titel Album                                     | Anmerkungen                                    |
| ---- | ----------------------------------------------- | ---------------------------------------------- |
| 1991 | Pigs Cypress Hill                               | Erstveröffentlichung: 1991                     |
| 1996 | Ice Cube Killa –                                | Erstveröffentlichung: 1996                     |
| 1998 | Audio X IV                                      | Erstveröffentlichung: 1998 feat. Barron Ricks  |
| 1999 | Siempre Peligroso Los Grandes Éxitos en Español | Erstveröffentlichung: 1999 feat. Fermín IV     |
| 2004 | Latin Thugs Till Death Do Us Part               | Erstveröffentlichung: 2004 feat. Tego Calderón |

## Sonderveröffentlichungen
| Jahr | Titel Musiklabel     | Anmerkungen                                           |
| ---- | -------------------- | ----------------------------------------------------- |
| 2007 | Super Hits Sony BMG  | Erstveröffentlichung: 2007 Teil der Reihe Super Hits  |
| 2008 | Collections Sony BMG | Erstveröffentlichung: 2008 Teil der Reihe Collections |

## Statistik

### Chartauswertung
|                     | DE     | AT     | CH     | UK     | US     |
| ------------------- | ------ | ------ | ------ | ------ | ------ |
| Nummer-eins-Alben   | DE—DE  | AT—AT  | CH—CH  | UK—UK  | US1US  |
| Top-10-Alben        | DE1DE  | AT2AT  | CH3CH  | UK1UK  | US3US  |
| Alben in den Charts | DE12DE | AT11AT | CH13CH | UK10UK | US11US |

|                       | DE    | AT    | CH    | UK     | US    |
| --------------------- | ----- | ----- | ----- | ------ | ----- |
| Nummer-eins-Singles   | DE—DE | AT—AT | CH—CH | UK—UK  | US—US |
| Top-10-Singles        | DE—DE | AT—AT | CH—CH | UK—UK  | US—US |
| Singles in den Charts | DE8DE | AT1AT | CH6CH | UK13UK | US5US |

|                          | DE    | AT    | CH    | UK    | US    |
| ------------------------ | ----- | ----- | ----- | ----- | ----- |
| Nummer-eins-Videoalben   | DE—DE | AT—AT | CH—CH | UK—UK | US—US |
| Top-10-Videoalben        | DE—DE | AT—AT | CH—CH | UK1UK | US—US |
| Videoalben in den Charts | DE—DE | AT—AT | CH—CH | UK2UK | US—US |

### Auszeichnungen für Musikverkäufe
| Silberne Schallplatte - Frankreich - 1999: für das Album IV - Vereinigtes Königreich - 2023: für das Lied Hits from the Bong Goldene Schallplatte - Australien - 1994: für das Album Black Sunday - Kanada - 1995: für das Album III: Temples of Boom - 1998: für das Album IV - Neuseeland - 1994: für die Single I Ain’t Goin’ Out Like That - 1996: für das Album Unreleased & Revamped - 1998: für das Album IV - 2004: für das Album Till Death Do Us Part - Ungarn - 2004: für das Album Till Death Do Us Part | Platin-Schallplatte - Kanada - 2001: für das Album Skull & Bones - Neuseeland - 1995: für das Album III: Temple of Boom - 2000: für das Album Skull & Bones - Vereinigte Staaten - 2023: für das Lied Hits from the Bong 3× Platin-Schallplatte - Kanada - 2025: für das Album Black Sunday - Neuseeland - 1996: für das Album Black Sunday |

Anmerkung: Auszeichnungen in Ländern aus den Charttabellen bzw. Chartboxen sind in ebendiesen zu finden.
| Land/RegionAuszeichnungen für Musikverkäufe (Land/Region, Auszeichnungen, Verkäufe, Quellen) | Silber     | Gold       | Platin       | Verkäufe   | Quellen                   |
| -------------------------------------------------------------------------------------------- | ---------- | ---------- | ------------ | ---------- | ------------------------- |
| Australien (ARIA)                                                                            | —          | Gold1      | —            | 35.000     | aria.com.au               |
| Frankreich (SNEP)                                                                            | Silber1    | —          | —            | 50.000     | infodisc.fr               |
| Kanada (MC)                                                                                  | —          | 2× Gold2   | 4× Platin4   | 500.000    | musiccanada.com           |
| Neuseeland (RMNZ)                                                                            | —          | 4× Gold4   | 5× Platin5   | 102.500    | aotearoamusiccharts.co.nz |
| Schweiz (IFPI)                                                                               | —          | Gold1      | —            | 25.000     | hitparade.ch              |
| Ungarn (MAHASZ)                                                                              | —          | Gold1      | —            | 10.000     | slagerlistak.hu           |
| Vereinigte Staaten (RIAA)                                                                    | —          | 3× Gold3   | 14× Platin14 | 15.100.000 | riaa.com                  |
| Vereinigtes Königreich (BPI)                                                                 | 4× Silber4 | 4× Gold4   | 2× Platin2   | 1.680.000  | bpi.co.uk                 |
| Insgesamt                                                                                    | 5× Silber5 | 16× Gold16 | 25× Platin25 |            |                           |